# Ngembul
Ngembul is een bestuurslaag in het regentschap Blitar van de provincie Oost-Java, Indonesië. Ngembul telt 4691 inwoners (volkstelling 2010).